# ZSU-37
Le canon ZSU-37 est un véhicule anti-aérien automoteur léger soviétique, développé à la fin de 1943. Il était produit dans les ateliers n° 40 (OKB-40) (en) de Mytichtchi.

## Histoire
Le ZSU-37 était un engin anti-aérien autopropulsé, comme l'indiquent les lettres formant son nom, initiales de Zenitnaya Samokhodnaya Ustanovka (châssis anti-aérien autopropulsé). Son équipement principal était un canon anti-aérien M1939 de 37mm, calibre également rappelé dans le nom de la pièce d'artillerie.
Le ZSU-37 a été produit de mars 1945 à 1948, et 75 véhicules ont été construits en tout. Seuls quelques-uns d'entre eux ont été produits avant la fin de la guerre ; du fait de cette mise en production tardive et de l'absence quasi-totale au printemps de 1945 des derniers avions de la Luftwaffe, le ZSU-37 n'a pas connu de service actif lors de la Seconde Guerre mondiale. Un bataillon d'artillerie expérimental anti-aérien automoteur, équipé de 12 ZSU-37, a été formé à la fin de 1945.